# Pittosporum spissescens
Pittosporum spissescens är en tvåhjärtbladig växtart som beskrevs av Utteridge. Pittosporum spissescens ingår i släktet Pittosporum och familjen Pittosporaceae. Inga underarter finns listade.